# Serie A 1947-1948 (pallacanestro femminile)
Il campionato di pallacanestro femminile 1947-1948 è stato il diciassettesimo organizzato in Italia. La massima serie era composta da undici squadre divise in due gironi. Prime e seconde classificate hanno dato vita ad un girone finale. Era previsto il pareggio.
È stato vinto per la seconda volta consecutiva dal Bernocchi Legnano, che ha prevalso in finale su Indomita Roma, Ambrosiana Milano e Lega Nazionale Trieste.

## Gironi eliminatori

### Girone A
|  |    | Classifica finale 1947-1948 | Pt | G | V | N | P | PtF | PtS |
|  | -- | --------------------------- | -- | - | - | - | - | --- | --- |
|  | 1. | Bernocchi Legnano           | 14 | 8 | 7 | 0 | 1 | 259 | 168 |
|  | 2. | Lega Nazionale Trieste      | 11 | 8 | 5 | 1 | 2 | 214 | 174 |
|  | 3. | Olimpia Brescia             | 9  | 8 | 4 | 1 | 3 | 156 | 173 |
|  | 4. | Ardita Juventus Nervi       | 6  | 8 | 3 | 0 | 5 | 162 | 187 |
|  | 5. | Pallacanestro Udine         | 0  | 8 | 0 | 0 | 8 | 132 | 221 |

### Girone B
|  |    | Classifica finale 1947-1948 | Pt | G  | V | N | P  | PtF | PtS |
|  | -- | --------------------------- | -- | -- | - | - | -- | --- | --- |
|  | 1. | Indomita Roma               | 18 | 10 | 9 | 0 | 1  | 205 | 151 |
|  | 2. | Ambrosiana Milano           | 14 | 10 | 6 | 2 | 2  | 233 | 172 |
|  | 3. | Comense Como                | 12 | 10 | 6 | 0 | 4  | 243 | 224 |
|  | 4. | Cestistica Bologna          | 10 | 10 | 5 | 0 | 5  | 208 | 219 |
|  | 5. | ASSI Firenze                | 6  | 10 | 2 | 2 | 6  | 183 | 204 |
|  | 6. | U.S. Faenza                 | 0  | 10 | 0 | 0 | 10 | 162 | 264 |

## Girone finale
|  |    | Classifica finale 1947-1948 | Pt | G | V | N | P | PtF | PtS |
|  | -- | --------------------------- | -- | - | - | - | - | --- | --- |
|  | 1. | Bernocchi Legnano           | 8  | 6 | 4 | 0 | 2 | 167 | 151 |
|  | 2. | Indomita Roma               | 7  | 6 | 3 | 1 | 2 | 162 | 144 |
|  | 3. | Ambrosiana Milano           | 5  | 6 | 2 | 1 | 3 | 147 | 162 |
|  | 4. | Lega Nazionale Trieste      | 4  | 6 | 1 | 2 | 3 | 157 | 176 |

## Verdetti
- Campione d'Italia: Bernocchi Legnano.
Formazione: Battistoni, Bertolini, Cenni, Cozzi, Magni, Mengaldo, Nicolino, Piaia, Santoro, Idelma Tommasini.
- Retrocessa in Serie B: U.S. Faenza.
- Non iscritte alla Serie A 1948-49:  Olimpia Brescia, Ardita Juventus Nervi e Cestistica Bologna.